# Jan Goeverneur
Jan Jacob Antonie Goeverneur, in de Groninger Volksalmanak van 1890 Jan Jacob Anthony genoemd (Hoevelaken, 14 februari 1809 – Groningen, 18 maart 1889) was een Nederlandse letterkundige, dichter, (kinderboeken)schrijver en vertaler.
Tot zijn bekendste werk behoren zijn kindergedichten, waarvan er later een aantal op muziek zijn gezet. Hiertoe behoren onder meer de kinderliedjes In een groen, groen knollen- knollenland, Roodborstje tikt tegen 't raam en Toen onze Mop een Mopje was.

## Levensloop
Zijn familie van vaderszijde was van hugenoten-afkomst en heette oorspronkelijk "Le Gouverneur". De geboortenaam van zijn moeder was Graswinckel.
Vader was dominee in Beetsterzwaag en werd in 1816 beroepen in Groningen, waar de jonge Jan Antonie in 1825 theologie ging studeren. Omdat de letteren hem meer aantrokken wisselde de jonge Goeverneur al snel van studie.
Tijdens een langdurige ziekte schreef de aan zijn bed gekluisterde jongeman twee bundels met scherpe satire op zijn stad- en tijdgenoten; "Doornkransje" en "Rozenkransje" geheten. In 1827 verschenen de twee bundeltjes met spotdichten ("Doornkransje, gevlochten ter eere van…" en "Rozenkransje voor de zamenvlechters van het Doornkransje".) Omdat ook over het bordeelbezoek van een hoogleraar geschreven was leverde dit werk hem in 1827 op last van de rector magnificus een korte celstraf op die aan het schrijven van alweer een satire, de "Keesiade", werd gewijd. Dit werk, waarin verslag van die dagen in de cel werd gedaan, verscheen pas in 1878, lang na de dood van de belasterde hoogleraar Cornelis de Waal (1771-1849), maar werd in de tussenliggende periode veel gelezen en verspreid binnen het Groningse Studentencorps "Vindicat Atque Polit".
In 1829 behoorde Jan Goeverneur tot de eerste redacteuren van de Groningse Studentenalmanak en hij publiceerde daarin in 1830 met als titel "Het Vliegend Schip" en onder het pseudoniem "Jan de Rijmer" ook zelf een aantal gedichten. De inmiddels 21-jarige student nam in 1830 vrijwillig dienst bij de infanterie. Zo diende hij dus in het reguliere Nederlandse leger en niet, zoals zijn vrienden, in de vrijwillige compagnie studenten-flankeurs uit Groningen en Franeker. Jan Goeverneur was tijdens de Tiendaagse Veldtocht betrokken bij de gevechten bij Hasselt en Boutersem (Bautersum in de toenmalige spelling) en werd onderscheiden met het “ Metalen Kruis 1830-1831”. Over zijn diensttijd schreef hij:
Dat hij die rijm’lig van natuur is,
in dienst ’t rampzaligst creatuur is.
In 1833 uit de dienst ontslagen studeerde hij Letteren te Leiden. In 1835 legde hij "cum laude" het kandidaats- en in 1836, zonder bijzondere lof van zijn hoogleraren, ook het doctoraalexamen af. In tegenstelling tot wat in zijn tijd gebruikelijk was promoveerde Jan Goeverneur niet; hij was gespeend van ijdelheid en noemde zich later slechts eenmaal, als grap, "Doctorandus"; en wel op de titelpagina van de "Keesiade".
Jan Goeverneur vestigde zich in Groningen en verdiende daar zijn brood met zijn pen. Hij vertaalde in een voor zijn tijd nieuwe en losse stijl meer dan 180 boeken waaronder "1812" van Rellstab maar ook werk van H.C. Andersen.
In zowel zijn vertalingen als in zijn oorspronkelijke werken voor kinderen brak Jan Goeverneur met de stijve en belerende toon die sinds Hiëronymus van Alphen gebruikelijk was in de Nederlandstalige kinderboeken.
De liedjes van Goeverneurs hand worden nog steeds gezongen en om hun humor, de informele toon en de vele klanknabootsingen (zoals in Grootvaders klok: "Grote klokken zeggen tik, tak, tik, tak. Kleine klokken zeggen tik, tak, tik tak, tik, tak, tik, tak'. En het kleine vesthorloge gaat van tiketiketiketiketik… ") vooral door kleine kinderen op prijs gesteld.
In 1843 stichtte Jan Goeverneur het blad "De Huisvriend" waarin de soldaat uit 1830 veel deed om de Noordelijke en Zuidelijke Nederlanden weer met elkaar te verzoenen. In 1882 schreef hij overigens over zijn Belgische collega letterkundige, en Belgisch muiter in 1830, Hendrik Conscience:
Conscience!
In Eenendertig, had
ik u toen voor den kop geschoten,
Wat was er dan in Brussels stad
Dit jaar veel minder bier vergoten!
Pas in 1881 legde hij de hoofdredactie van zijn blad neer.
Jan Goeverneur is beroemd geworden door de vertaling (1858) van de door de Zwitser Julius Kell in 1847 gepubliceerde "Fahrten und Abenteuer des Herrn Steckelbein. Eine wunderbare und ergötzliche Historie". Dit boek was geïnspireerd op "M. Cryptogame" van de Fransman Cham uit 1845. Dit geïllustreerde boek, "De avonturen van Prikkebeen", men zou het nu een stripverhaal noemen, was beroemd door de tekeningen van Rodolphe Töpffer, deze werden dan ook in de Nederlandse editie ongewijzigd afgedrukt. Jan Goeverneur bewerkte het eenvoudige, van een paar losse zinnen toelichting voorziene, plaatjesboek tot een episch gedicht met plaatjes, onder de titel Mijnheer Prikkebeen. Het kreupelrijm dat Goeverneur toepast benadrukt de hilarische avonturen die door de even onbeholpen getekende als optredende vlindervanger en zijn zuster Ursula worden beleefd.
Voor zijn geliefde Groninger Studentencorps schreef hij het "Zwaardlied", een plechtig lied dat nog steeds wordt aangeheven wanneer de Senaat de conversatiezaal op de sociëteit verlaat. Als dank hangt Goeverneur’s geschilderde portret in de leeszaal van het corps. Dit Zwaardlied werd waarschijnlijk getoondicht door L.A. Dokkum, zo valt te lezen in het Groninger Studenten Liedboek. De wijs van dit lied is later ook overgenomen als 'het internaatslied' door het Christelijk Jongensinternaat, dat in 1909 in Zetten begon, naar Zeist verhuisde en daar in 1980 sloot.
Jan Goeverneurs oorspronkelijke dichtwerk bestaat uit enkele honderden pagina's. Rijk is Jan Goeverneur van zijn pen niet geworden: de literaire arbeid en het vertaalwerk betaalden slecht. De ongehuwde dichter woonde op kamers en liet zich door de inname van veel wijn en jenever inspireren. Oud en ziek geworden moest de dichter in 1881 door een inzameling, waarbij ook Pieter Jelles Troelstra betrokken was, worden ondersteund. Hij stierf op 80-jarige leeftijd in Groningen op de 18e maart, sommige bronnen geven ten onrechte de 17e maart, 1889 en ligt daar begraven op de Zuiderbegraafplaats. Zijn fraaie graf wordt onderhouden door het Groninger Studentencorps.

## Bekend werk

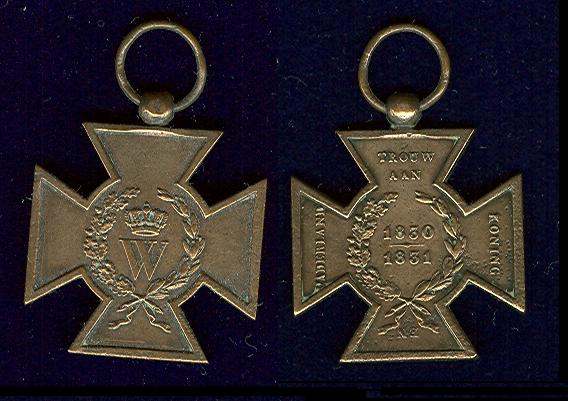
Deze onderscheiding kreeg Jan Goeverneur voor zijn bijdrage aan de tiendaagse veldtocht. Hij droeg dit kruisje zijn leven lang. Particuliere verzameling, Groningen

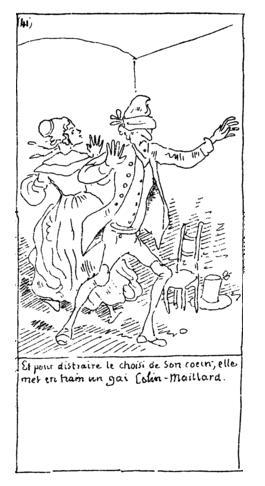
Het voorbeeld: "Cryptogame"

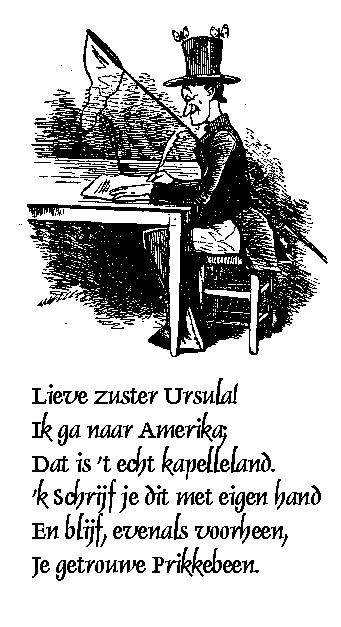
Prikkebeen zoals bewerkt door J.J.A. Goeverneur

Op twee haasjes
Al in een groen, groen, knollen-knollenland
daar zaten twee haasjes, heel parmant’
en de één die blies de fluite-fluitefluit
en de ander sloeg de trommel
(bewerking naar kindergedicht van A. Hoffmann von Fallersleben)
Mop en mopje (1865)
Toen onze mop een mopje was,
was 't aardig om te zien;
Nu bromt hij alle dagen
En bijt nog buitendien.
Je bent een recht bedorven dier!
Eerst at je, wat ik bood;
Nu wil je lekk're beetjes
En lust niet eens meer brood.
De mop zei hierop tot de knaap: 
Hoe dwaas praat gij daar toch!
Hadt gij mij niet bedorven,
'k Was een lief mopje nog.
Beide teksten zijn getoonzet door J.A. Worp.
Ook 'Roodborstje tikt tegen 't raam, tin tin tin' is van de hand van Goeverneur.
Deze liedjes werden zo bekend, dat ze vaak ten onrechte als traditionele kinderliedjes werden beschouwd.

## Werken
- Gedichten en rijmen (1836)
- Verstrooide rijmen (1850)

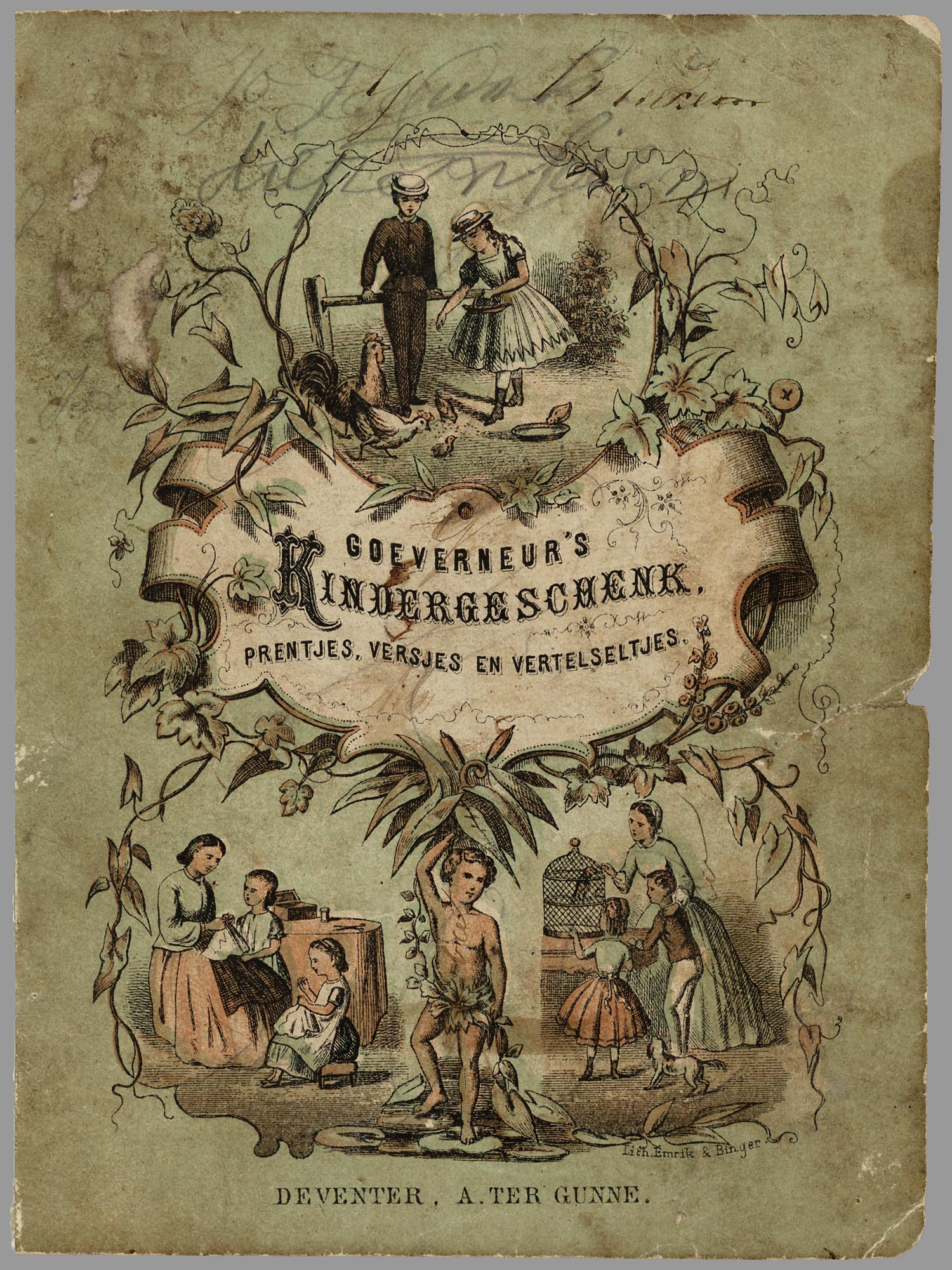
Goeverneur's kindergeschenk. Prentjes, versjes en vertelseltjes. (1869)

- De ondeugende kinderen : een vermakelijk prenteboek met rijmen (1852)
- Reizen en avonturen van mijnheer Prikkebeen (1858), vertaling, bewerking
- Wijs en dwaas (1860)
- Oude sprookjes (1861)
- Rijm en onrijm voor kinderen (1869)
- Goeverneur's kindergeschenk. Prentjes, versjes en vertelseltjes. (1869)
- Robinson Crusoë (1871), vertaling
- Gullivers reizen (1872), vertaling
- Tijl Uilenspiegel (1872)
- Fabelen en gedichtjes (1873)
- Gezamenlijke gedichten en rijmen (1874)
- Kinderpoëzie (1875)
- De Keesiade (1878)
- De negerhut van oom Tom (1881), vertaling
- Sprookjes van Andersen (1882), vertaling
- De heele wereld rond. Een Leesboek tot bevordering van Natuur-, Landen- en Volkenkennis. Ten dienste der Volksschool. (Groningen: Noordhoff & Smit, 1883)
- Het Zwaardlied (z.j. )
- Dichtwerken (1889)
- Oom Jan's laatste boekje (ca. 1880?)